# My Friend (chanson de Jacques Houdek)
Pour les articles homonymes, voir My Friend.
Chansons représentant la Croatie au Concours Eurovision de la chanson
Lighthouse
(2016) Crazy
(2018)
My Friend (en français « Mon ami ») est la chanson de Jacques Houdek qui a représenté la Croatie au Concours Eurovision de la chanson 2017 à Kiev, en Ukraine. Elle a fini à la 13e place avec 128 points. Cette chanson a la particularité d'être chantée de deux manières par Jacques : lorsqu'il chante en anglais , il prend une voix assez claire et émotionnelle mais lorsqu'il chante en Italien , il chante comme les chanteurs d'opéra.